# Pokaznica
Pokaznica je liturgijski predmet - svečano ukrašena i često umjetnički oblikovana posuda različitih oblika, često stilizirana zvjezdasto, od plemenite kovine i dragoga kamenja, služi za izlaganje posvećene hostije.

## Povijest
Pri kraju srednjeg vijeka, najvjerojatnije u 14. stoljeću, pojavio se običaj u rimokatoličkoj crkvi da se posvećena hostija poslije mise izloži pobožnom puku na štovanje. Posuda za izlaganje posvećene hostije nazvana je pokaznicom, na latinskom jeziku rabe se izrazi ostensorium ili monstranca. Danas je u svijetu prevladao naziv monstranca, a u nas pokaznica.

## Galerija slika
- pokaznica iz Ludbrega
- poljska rokoko pokaznica
- Pokaznica u obliku Srca Isusova na badgeu Ive Kerdića za Euharijstijski kongres u Zagrebu 1930. godine
- Daniel Hopfer (ca. 1470. – 1536.): nacrt za pokaznicu
- Michiel van der Voort (1667.  – 1737.): nacrt za monstrancu